# Ourolândia
Ourolândia là một đô thị thuộc bang Bahia, Brasil. Đô thị này có diện tích 1276,011 km², dân số năm 2007 là 15759 người, mật độ 12,35 người/km².